# Дерево Анны Франк
Де́рево А́нны Франк (нидерл. Anne Frankboom) — экземпляр конского каштана обыкновенного, находившийся в центре Амстердама и впервые упомянутый в дневнике Анны Франк.

## История
Впервые дерево появляется в дневнике Анны Франк, где оно упоминается 3 раза. Описывается как «голое каштановое дерево, на чьих ветвях маленькие сияющие капли дождя кажутся серебряными». Отец Анны, Отто Франк, после прочтения дневника в 1968 году рассказал, что был удивлён тем, как дорого было его дочери дерево.
Беспокойство по поводу здоровья дерева началось в 1993 году, когда анализ почвы показал, что утечка топлива подвергла опасности его корневую систему. Правительство Амстердама потратило 160 000 евро на спасение дерева. В течение нескольких лет оно страдало от поражения грибом трутовиком плоским и поедания листьев каштановой минирующей молью.
26 мая 2005 года крона дерева была срезана, так как после шестимесячного исследования ботаники пришли к выводу, что это будет гарантировать его здоровье, однако болезнь продолжала развиваться и после этого. Некоторые учёные констатировали, что смерть растения неизбежна, и Генрих Помес, хозяин недвижимости, на территории которой находилось дерево, обратился за лицензией на его вырубку.
2 октября 2007 года Голландский фонд дерева был вовлечён в обсуждения правомерности вырубки. 15 ноября он утвердил, основываясь на заключении учёных Невилла Фая и Фрица Гилизина, что дерево достаточно здорово и не представляет опасности. Тем не менее, 13 ноября 2007 года правительство объявило, что дерево будет вырублено 21 ноября. 20 ноября состоялось судебное слушание, где было решено временно отложить вырубку. На последующей пресс-конференции Фонд Анны Франк повторил требование, утверждая, что существует острая опасность, и убеждал мэра Амстердама выдать лицензию.
17 декабря 2007 года Комитет по спасению дерева Анны Франк представил план сохранения дерева: он предложил построить подпорку, которая бы защищала ствол. Проект был одобрен экспертами, и, по их заключению, дерево могло прожить ещё 5—15 лет. Строительство было закончено в мае 2008 года.
23 августа 2010 года под порывами штормового ветра дерево упало, переломившись на высоте около 1 метра над землёй, повредив при этом несколько сараев. Вес упавшего дерева оценивается в 27 тонн.
На конец 2011 года множество клонов дерева растут в Европе — 11 в Великобритании, 150 — в парке Амстердама, и ещё множество в других европейских странах. Вопрос о посадке на месте сломавшегося каштана его же клона пока находится в стадии обсуждения, потому что ниже места перелома появился молодой побег.